# بواز مایل
بواز مایل (انگلیسی: Boaz Myhill؛ زادهٔ ۹ نوامبر ۱۹۸۲) یا با تلفط عبری (بوعز مایل) یک بازیکن فوتبال زاده ایالات متحده با اصالتی ولزی است که هم‌اکنون برای تیم ملی ولز بازی می‌کند. بواز مایل از سال ۲۰۱۰ تا کنون دروازه بان تیم وست بروم در لیگ برتر است که در یک مقطع به صورت قرضی در باشگاه بیرمنگام سیتی بازی کرده‌است.